# Stenus longipes
Stenus longipes – gatunek chrząszcza z rodziny kusakowatych i podrodziny myśliczków (Steninae).
Gatunek ten został opisany w 1839 roku przez Oswalda Heera.
Chrząszcz o ciele długości od 5 do 5,5 mm. Przedplecze ma wyraźnie dłuższe niż szerokie. Na każdej z pokryw występuje duża czerwonawa plama położona bliżej bocznej krawędzi niż szwu. Co najmniej cztery pierwsze tergity odwłoka mają boczne brzegi odgraniczone szerokimi bruzdami. Odnóża są w całości czarne. Smukłe tylne stopy prawie dorównują długością goleniom. Od pokrewnego Stenus comma wyróżnia się smuklejszym ciałem i żółtawym u nasady drugim członem głaszczków szczękowych.
Owad palearktyczny, znany z Europy z wyjątkiem jej części północnej, Kaukazu, Azji Mniejszej i Mandżurii. Zasiedla gliniaste lub piaszczyste z warstewką szlamu brzegi wód, a także wilgotne doły po wybranej glinie. W Polsce notowany na nielicznych stanowiskach.